# Charles Exbrayat
Pour les articles homonymes, voir Exbrayat et Michaël Logan.
Œuvres principales
- Vous souvenez-vous de Paco ?
- Jules Matrat
- Série Imogène

Charles Exbrayat, né le 5 mai 1906 à Saint-Étienne et mort le 8 mars 1989 dans la même ville, est un scénariste et un écrivain français, auteur de romans policiers.
À partir de 1957, il publie plus de cent romans policiers, souvent à coloration humoristique, dans la collection « Le Masque », dont certains sont adaptés au cinéma et à la télévision. Il écrit également des romans d'espionnage, dont une quinzaine de titres en collaboration avec l'écrivain Jacques Dubessy sous le nom de plume commun de Michael Loggan.

## Biographie

### Enfance
Il est le fils de Louis Charles Marcel Exbrayat-Durivaux, journaliste puis publicitaire, et de Jeanne Marie Fernande Mesny. Il raconte son enfance à Saint-Étienne dans le livre Des parfums regrettés (Albin Michel, 2000, posthume). Deux de ses romans se passent à Saint-Étienne : Jules Matrat et Il faut chanter Isabelle. Il a 16 ans quand sa famille déménage à Nice.

### Études
Après le baccalauréat passé à Nice, Exbrayat se prépare sans enthousiasme à devenir médecin mais, exclu de la faculté de Marseille pour chahut notoire, il échappe à l'École de Santé de Lyon et se tourne vers les sciences naturelles à Paris. Pour gagner sa vie, il enseigne successivement à Melun, Saint-Germain-en-Laye et au Lycée Henri IV de Paris, tout en potassant l'agrégation à laquelle il échoue. « C'est à ce moment qu'il fait deux rencontres capitales » : le philosophe Alain lui enseigne le mépris des honneurs et l'homme de théâtre Charles Dullin lui apprend à ne pas se soucier du succès. Comme Exbrayat le déclare lui-même : « Le premier m'invita à penser, le second à rêver ».

### Parcours
Exbrayat abandonne peu après l'enseignement et travaille comme reporter, éditorialiste et critique littéraire pour Le Journal du Centre de Nevers, dont il devient rédacteur en chef après la Seconde Guerre mondiale. Entre-temps, il participe « à la Résistance dans les rangs des FTP de la Nièvre » et publie aux éditions Gallimard, en 1942, deux premiers romans, l'un ayant pour thème la Première Guerre mondiale : Jules Matrat, où ce jeune paysan, de retour du front, ne parvient pas à oublier le cauchemar des tranchées et des morts, l'autre, Ceux de la forêt, qui traite de l'exode rural en racontant comment, à la suite de l'implantation d'une usine dans une vallée du Massif Central, la population des hameaux de bûcherons est déchirée entre la fidélité à l'existence qui fut celle de leurs pères et celle d'avoir une vie meilleure en abandonnant leur travail et leur cadre de vie traditionnel. Interrogé par Max Frantel, journaliste à Comœdia, en 1941, Charles Exbrayat se définit ainsi : «Êtes-vous romancier, Charles Exbrayat ? - L'âme paysanne m'attire. Et poète ? - Si la poésie peut se passer des vers, oui !».
Pendant la Seconde Guerre mondiale, Charles Exbrayat est également scénariste et dialoguiste pour une quinzaine de films, adaptant pour le cinéma des œuvres de Georges Simenon, Henry Bordeaux et Henry Bataille, avant de signer des scénarios originaux. Il fait aussi ses débuts d'auteur dramatique à Genève avec Aller sans retour, pièce reprise ensuite à Paris, où il fait également jouer Cristobal et Annette ou la chasse aux papillons.
Après la guerre, « c'est un peu par hasard qu'il va débuter en littérature policière. Chargé de présenter le manuscrit d'un ami à la Librairie des Champs-Élysées, il y rencontre Albert Pigasse qui lui suggère d'écrire un roman policier ». Il publie bientôt Elle avait trop de mémoire (1957), « une enquête assez classique de Scotland Yard menée à Londres par Fatty Morgan. Suivent La Nuit de Santa Cruz (1957), un récit d'espionnage à Séville, et Vous souvenez-vous de Paco ? qui remporte le prix du roman d'aventures en 1958 ». Charles Exbrayat s'illustre ensuite dans le roman policier humoristique, notamment grâce aux enquêtes du commissaire italien Roméo Tarchinini de Vérone, un petit policier bedonnant, volubile et fin gastronome, mais surtout grâce aux aventures de l'ineffable personnage d'Imogène McCarthery, une vieille fille écossaise aussi excentrique et délurée que naïvement patriotique.
Directeur de la collection « Le Masque. Service secrets » dans les années 1960, pour le compte de la Librairie des Champs-Élysées, il rédige avec l'écrivain Jacques Dubessy, sous le nom de plume commun de Michaël Loggan, une série ayant pour héros l'agent secret américain Layton de la CIA. Devenu directeur du Club des Masques, Exbrayat n'en continue pas moins de faire paraître deux ou trois romans par année. Plusieurs de ses titres ont été adaptés au cinéma.

### Mort et hommages
Mort le 8 mars 1989, Charles Exbrayat est inhumé au nouveau cimetière de Planfoy, dans la Loire.
Le centenaire de l'écrivain est célébré le 5 mai 2006, à la mairie de Saint-Étienne.
Un prix Charles-Exbrayat a été créé pour récompenser chaque année un roman policier paru dans l'année et « qui aurait plu à Charles Exbrayat ». Le jury est composé de lecteurs de communes où Exbrayat a vécu (Saint-Étienne, Tarentaise et Planfoy, dans la Loire). Le prix Charles-Exbrayat est attribué lors de la Fête du Livre de Saint-Étienne.

## Œuvre

### Romans publiés dans la collection Le Masque
La plupart des œuvres de Charles Exbrayat ont été initialement publiées par la Librairie des Champs-Élysées à Paris, soit dans la collection Le Masque, soit, plus rarement, dans les collections Espionnage ou Service Secret. Presque tous ont été réédités dans la collection Club des Masques. Depuis 2013, quelques romans ont été réédités dans la nouvelle collection Masque poche.
| Titre                           | Collection | N°      | Année | Pages  | ISBN                 |
| ------------------------------- | ---------- | ------- | ----- | ------ | -------------------- |
| Ne vous fâchez pas, Imogène !   | Le Masque  | no 647  | 1959  | 255 p. | (ISBN 2-70241-906-2) |
| Imogène est de retour           | Le Masque  | no 706  | 1960  | 255 p. | (ISBN 2-70242-074-5) |
| Encore vous, Imogène ?          | Le Masque  | no 753  | 1962  | 253 p. | (ISBN 2-70242-077-X) |
| Imogène, vous êtes impossible ! | Le Masque  | no 801  | 1963  | 252 p. | (ISBN 2-70242-076-1) |
| Notre Imogène                   | Le Masque  | no 1070 | 1969  | 191 p. | (ISBN 2702419178)    |
| Les Fiançailles d'Imogène       | Le Masque  | no 1176 | 1971  | 192 p. | (ISBN 2-70242-004-4) |
| Imogène et la Veuve blanche     | Le Masque  | no 1406 | 1975  | 253 p. | (ISBN 2-70242-075-3) |

| Titre                        | Collection | N°      | Année | Pages  | ISBN                 |
| ---------------------------- | ---------- | ------- | ----- | ------ | -------------------- |
| Chewing-gum et Spaghetti     | Le Masque  | no 665  | 1959  | 255 p. | (ISBN 2-70243-280-8) |
| Le Plus Beau des bersagliers | Le Masque  | no 779  | 1962  | 255 p. | (ISBN 2-70242-000-1) |
| Chianti et Coca-Cola         | Le Masque  | no 897  | 1966  | 191 p. | (ISBN 2-70242-159-8) |
| Le Quintette de Bergame      | Le Masque  | no 978  | 1967  | 192 p. | (ISBN 2-70242-306-X) |
| Ces sacrées Florentines      | Le Masque  | no 1046 | 1969  | 191 p. | (ISBN 2-70241-857-0) |
| La Belle Véronaise           | Le Masque  | no 1210 | 1972  | 255 p. | (ISBN 2-70241-919-4) |
| Des amours compliquées       | Le Masque  | no 1457 | 1976  | 250 p. | (ISBN 2-70241-922-4) |
| Mets tes pantoufles, Roméo   | Le Masque  | no 1713 | 1983  | 186 p. | (ISBN 2-70241925-9)  |

| Titre                            | Collection | N°      | Année | Pages  | ISBN                 |
| -------------------------------- | ---------- | ------- | ----- | ------ | -------------------- |
| On se reverra, petite !          | Le Masque  | no 824  | 1964  | 255 p. | (ISBN 2-70241-998-4) |
| Le colonel est retourné chez lui | Le Masque  | no 875  | 1965  | 191 p. | (ISBN 2-70241-885-6) |
| Un joli petit coin pour mourir   | Le Masque  | no 1020 | 1968  | 192 p. | (ISBN 2-70240-961-X) |

| Titre                   | Collection | N°      | Année | Pages  | ISBN                 |
| ----------------------- | ---------- | ------- | ----- | ------ | -------------------- |
| Le Clan Morembert       | Le Masque  | no 1098 | 1970  | 254 p. | (ISBN 2-70241-889-9) |
| Au « Trois Cassoulets » | Le Masque  | no 1154 | 1971  | 189 p. | (ISBN 2-70241-890-2) |

| Titre                                    | Collection | N°      | Année | Pages  | ISBN                 |
| ---------------------------------------- | ---------- | ------- | ----- | ------ | -------------------- |
| Elle avait trop de mémoire               | Le Masque  | no 583  | 1957  | 243 p. | (ISBN 2-70241-977-1) |
| La Nuit de Santa Cruz                    | Le Masque  | no 592  | 1957  | 255 p. | (ISBN 2-70241-978-X) |
| Vous souvenez-vous de Paco ?             | Le Masque  | no 616  | 1958  | 243 p. | (ISBN 2-70242-200-4) |
| Ce mort que nul n'aimait                 | Le Masque  | no 625  | 1958  | 255 p. | (ISBN 2-70240-685-8) |
| L'inspecteur mourra seul                 | Le Masque  | no 638  | 1959  | 256 p. | (ISBN 2-70242-431-7) |
| Cet imbécile de Rimoldi                  | Le Masque  | no 674  | 1960  | 254 p. | (ISBN 2-70241-866-X) |
| Amour et Sparadrap                       | Le Masque  | no 680  | 1960  | 255 p. | (ISBN 2-70241-261-0) |
| Aimez-vous la pizza ?                    | Le Masque  | no 700  | 1960  | 255 p. | (ISBN 2-70242-170-9) |
| Avanti, la mùsica !                      | Le Masque  | no 715  | 1961  | 255 p. | (ISBN 2-70242-243-8) |
| Des demoiselles imprudentes              | Le Masque  | no 721  | 1961  | 255 p. | (ISBN 2-70242-002-8) |
| Les Blondes et Papa                      | Le Masque  | no 727  | 1961  | 244 p. | (ISBN 2-70241-926-7) |
| Méfie-toi, Gone !                        | Le Masque  | no 741  | 1961  | 243 p. | (ISBN 2-7024-1639-X) |
| Dors tranquille, Katherine               | Le Masque  | no 762  | 1962  | 255 p. | (ISBN 2-7024-2011-7) |
| Olé ! Torero !                           | Le Masque  | no 788  | 1963  | 255 p. | (ISBN 2-70241-999-2) |
| Les Filles de Folignazzaro               | Le Masque  | no 797  | 1963  | 255 p. | (ISBN 2-70241-816-3) |
| Quel gâchis, inspecteur !                | Le Masque  | no 814  | 1963  | 255 p. | (ISBN 2-70241-489-3) |
| Les Douceurs provinciales                | Le Masque  | no 1744 | 1963  | 253 p. | (ISBN 2-7024-1500-8) |
| Et qu'ça saute !                         | Le Masque  | no 1750 | 1963  | 191 p. | (ISBN 9782702415047) |
| La Honte de la famille                   | Le Masque  | no 831  | 1964  | 251 p. | (ISBN 2-70241-817-1) |
| Les Messieurs de Delft                   | Le Masque  | no 839  | 1964  | 255 p. | (ISBN 2-70241-818-X) |
| Barthélemy et sa colère                  | Le Masque  | no 854  | 1964  | 191 p. | (ISBN 2-70241-834-1) |
| Vous manquez de tenue, Archibald !       | Le Masque  | no 872  | 1965  | 191 p. | (ISBN 2-70240-217-8) |
| Une petite morte de rien du tout         | Le Masque  | no 893  | 1965  | 191 p. | (ISBN 2-70240-218-6) |
| Les Dames du Creusot                     | Le Masque  | no 904  | 1966  | 191 p. | (ISBN 2-70241-819-8) |
| Plaies et Bosses                         | Le Masque  | no 919  | 1966  | 191 p. | (ISBN 2-70242-405-8) |
| Le Voyage inutile                        | Le Masque  | no 925  | 1966  | 191 p. | (ISBN 2-70240-222-4) |
| Une brune aux yeux bleus                 | Le Masque  | no 935  | 1966  | 255 p. | (ISBN 2-70241-546-6) |
| Le Dernier des salauds                   | Le Masque  | no 958  | 1967  | 191 p. | (ISBN 2-70241-868-6) |
| Mortimer !... Comment osez-vous ?        | Le Masque  | no 969  | 1967  | 191 p. | (ISBN 2-70241-993-3) |
| Pour Belinda                             | Le Masque  | no 975  | 1967  | 192 p. | (ISBN 2-70241-886-4) |
| Il faut chanter Isabelle !               | Le Masque  | no 992  | 1967  | 191 p. | (ISBN 2-70241-887-2) |
| Les Amours auvergnates                   | Le Masque  | no 1001 | 1968  | 191 p. | (ISBN 2-70241-992-5) |
| Chant funèbre pour un gitan              | Le Masque  | no 1012 | 1968  | 191 p. | (ISBN 2-70242-172-5) |
| Félicité de la Croix-Rousse              | Le Masque  | no 1033 | 1968  | 191 p. | (ISBN 2-70241-991-7) |
| Les Amoureux de Leningrad                | Le Masque  | no 1061 | 1969  | 191 p. | (ISBN 2-70241-494-X) |
| Tout le monde l'aimait                   | Le Masque  | no 1086 | 1969  | 253 p. | (ISBN 2-70241-888-0) |
| Un bien bel homme                        | Le Masque  | no 1116 | 1970  | 189 p. | (ISBN 2-7024-2266-7) |
| Des filles si tranquilles                | Le Masque  | no 1123 | 1970  | 249 p. | (ISBN 2-70241-989-5) |
| Les Menteuses                            | Le Masque  | no 1141 | 1970  | 189 p. | (ISBN 2-70242-555-0) |
| Pour ses beaux yeux                      | Le Masque  | no 1167 | 1971  | 251 p. | (ISBN 2-70241-918-6) |
| La Petite Fille à la fenêtre             | Le Masque  | no 1188 | 1971  | 187 p. | (ISBN 2-70242-311-6) |
| Pourquoi tuer le pépé ?                  | Le Masque  | no 1220 | 1972  | 255 p. | (ISBN 2-70241-920-8) |
| Ton amour et ma jeunesse                 | Le Masque  | no 1227 | 1972  | 252 p. | [pas d'ISBN]         |
| Quand Mario reviendra                    | Le Masque  | no 1240 | 1972  | 252 p. | (ISBN 2-70240-317-4) |
| Sainte Crapule                           | Le Masque  | no 1256 | 1973  | 249 p. | (ISBN 2-70241-928-3) |
| Qui veut affoler Martine ?               | Le Masque  | no 1278 | 1973  | 251 p. | (ISBN 2-70240-418-9) |
| Porridge et Polenta                      | Le Masque  | no 1291 | 1973  | 250 p. | (ISBN 2-70242-057-5) |
| C'est pas Dieu possible !                | Le Masque  | no 1308 | 1974  | 252 p. | (ISBN 2-70241-927-5) |
| Bye, bye, chérie !                       | Le Masque  | no 1330 | 1974  | 254 p. | (ISBN 2-70242-121-0) |
| J'aimais bien Rowena                     | Le Masque  | no 1345 | 1974  | 252 p. | (ISBN 2-70242-498-8) |
| Marie de nos vingt ans                   | Le Masque  | no 1380 | 1975  | 249 p. | (ISBN 2-70242-085-0) |
| Le Petit Fantôme de Canterbury           | Le Masque  | no 1392 | 1975  | 250 p. | (ISBN 2-70242-064-8) |
| Deux enfants tristes                     | Le Masque  | no 1423 | 1976  | 248 p. | (ISBN 2-70242-368-X) |
| Tu n'aurais pas dû, Marguerite           | Le Masque  | no 1430 | 1976  | 253 p. | (ISBN 2-70241-921-6) |
| En souvenir d'Alice                      | Le Masque  | no 1469 | 1977  | 229 p. | (ISBN 2-70241-923-2) |
| La Balade de Jenny Plumpett              | Le Masque  | no 1481 | 1977  | 252 p. | (ISBN 2-70242-174-1) |
| Fini de rire, fillette !                 | Le Masque  | no 1512 | 1978  | 249 p. | (ISBN 2-70240-716-1) |
| Un cœur d'artichaut                      | Le Masque  | no 1536 | 1978  | 185 p. | (ISBN 2-70240-778-1) |
| Caroline sur son banc                    | Le Masque  | no 1556 | 1979  | 253 p. | (ISBN 2-70242-151-2) |
| Trahisons en tout genre                  | Le Masque  | no 1566 | 1979  | 185 p. | (ISBN 2-70242-009-5) |
| Le Nez dans la luzerne                   | Le Masque  | no 1597 | 1980  | 253 p. | (ISBN 2-70240-999-7) |
| Le Château des amours mortes             | Le Masque  | no 1608 | 1980  | 185 p. | (ISBN 2-70241-924-0) |
| La haine est ma compagne                 | Le Masque  | no 1634 | 1981  | 252 p. | (ISBN 2-70242-369-8) |
| Une vieille tendresse                    | Le Masque  | no 1645 | 1981  | 189 p. | (ISBN 2-70241-239-4) |
| Le Sage de Sauvenat                      | Le Masque  | no 1667 | 1981  | 250 p. | (ISBN 2-70242-061-3) |
| Ma belle Irlandaise                      | Le Masque  | no 1719 | 1983  | 249 p. | (ISBN 2-70242-511-9) |
| La Plus Jolie des garces                 | Le Masque  | no 1728 | 1983  | 153 p. | (ISBN 2-70241-441-9) |
| L'Honneur de Barberine                   | Le Masque  | no 1741 | 1984  | 190 p. | (ISBN 2-70241-863-5) |
| Vous auriez pas vu la Jeanne, des fois ? | Le Masque  | no 1755 | 1984  | 157 p. | (ISBN 2-70241-537-7) |
| Espion, où es-tu ? M'entends-tu ?        | Le Masque  | no 1761 | 1984  | 190 p. | (ISBN 2-7024-1575-X) |
| Joyeux Noël, Tony                        | Le Masque  | no 1768 | 1984  | 191 p. | [pas d'ISBN]         |
| Un garçon sans malice                    | Le Masque  | no 1782 | 1985  | 188 p. | (ISBN 2-70241-536-9) |
| Mandolines et Barbouzes                  | Le Masque  | no 1805 | 1985  | 190 p. | [pas d'ISBN]         |
| Le Quadrille de Bologne                  | Le Masque  | no 1821 | 1986  | 185 p. | (ISBN 2-7024-1815-5) |
| Une ravissante idiote                    | Le Masque  | no 1826 | 1986  | 191 p. | (ISBN 2-7024-1685-3) |
| Le temps se gâte à Zakopane              | Le Masque  | no 1837 | 1986  | 246 p. | (ISBN 2-7024-1706-X) |

### Prix
- Vous souvenez-vous de Paco ? : Prix du roman d'aventures 1958

### Romans publiés chez d'autres éditeurs

#### SérieLes Bonheurs courts
- La Lumière du matin, tome I, Paris, éditions Albin Michel, 1981 ; réédition, LGF, coll. « Le Livre de poche » no 5653, Paris, 1982, 470 p.  (ISBN 2-25302-969-6)
- Le Chemin perdu, tome II, Paris, Albin Michel, 1982
- Les Soleils de l'automne, tome III, Paris, Albin Michel, 1983
- La Désirade, tome IV, Paris, Albin Michel, 1984

#### Autres romans
- Jules Matrat, Paris, Éditions Gallimard, 1942 ; réédition, Paris, Albin Michel, 1974 ; réédition, Paris, LGF, coll. « Le Livre de poche » no 5261, 1979, 317 p.  (ISBN 2-25302-218-7) ; réédition, Paris, Albin Michel, 2014  (ISBN 978-2-226-17244-0)
- Ceux de la forêt, Éditions Gallimard, 1942 ; réédition, Paris, Éditions J'ai lu, coll. « J'ai lu. Roman » no 2476, Paris, 1988, 185 p.  (ISBN 2-27722-476-6)
- La route est longue, Jessica, Paris, Albin Michel, 1968 ; réédition, Paris, Éditions Rombaldi, coll. « Romans - La Redoute », 1973 ; réédition, Paris, LGF, coll. « Le Livre de poche » no 3843, 1974
- Un matin, elle s'en alla, Paris, Albin Michel, 1969 ; réédition, Paris, LGF, coll. « Le Livre de poche » no 4839, 1976, 410 p.  (ISBN 2-25301-431-1)
- Le Château vert, Paris, Albin Michel, 1978 ; réédition, Paris, Éditions J'ai lu, coll. « J'ai lu. Roman » no 2125, 1987, 414 p.  (ISBN 2-27722-125-2)
- Rachel et ses amours : chronique villageoise, Paris, Albin Michel, 1987, 318 p.  (ISBN 2-226-03120-0) ; réédition, Romagnat, Éditions De Borée, coll. « Terre de poche » no 91, 2008, 428 p.  (ISBN 978-2-84494-725-3)
- Complainte pour un pigeon, Caen, Chardon bleu, 1993, 142 p.  (ISBN 9782868330758)
- Mademoiselle Évelyne, suivi de Les Amoureux du Ribatejo, Bayard, coll. « Bibliothèque Bonne soirée : policier », 1997, 128 p.  (ISBN 2911750187) À noter que les courts romans Mademoiselle Evelyne et Les Amoureux du Ribatejo sont respectivement inclus dans les volumes Des filles si tranquilles et Les Amoureux du Ribatejo déjà cités ci-dessus.

### Romans signés Michael Loggan
Il s'agit de la série d'espionnage Layton :
- Layton entre en scène, coll. « Le Masque. Service secret » no 16, 1964
- Alors, Layton, la vie est belle ?, coll. « Le Masque. Service secret » no 18, 1964
- Layton sous les cerisiers en fleur, coll. « Le Masque. Service secret » no 21, 1964
- Layton et la Jolie Cubaine, coll. « Le Masque. Service secret » no 25, 1964
- Layton et les Châtelaines, coll. « Le Masque. Service secret » no 29, 1964
- Carré de dames pour Layton, coll. « Le Masque. Service secret » no 33, 1965
- En douceur, Layton, coll. « Le Masque. Service secret » no 37, 1965
- Seriez-vous jaloux, Layton ?, coll. « Le Masque. Service secret » no 41, 1965
- Layton joue à la poupée, coll. « Le Masque. Service secret » no 48, 1965
- Layton s'énerve, coll. « Le Masque » no 940, 1966
- Où courez-vous Layton ?, coll. « Le Masque » no 946, 1966
- N'insistez pas, Layton !, coll. « Le Masque » no 962, 1967
- Layton et les Joies de la famille, coll. « Le Masque » no 976, 1967
- Layton au paradis, coll. « Le Masque » no 994, 1967
- Layton et la Valse des espionnes, coll. « Le Masque » no 1005, 1968
- Layton ne fait pas de cadeau, coll. « Le Masque » no 1053, 1969
- Piège pour Layton, coll. « Le Masque » no 1081, 1969

### Théâtre
- La Fille du jardinier, créé le 22 novembre 1941 au Théâtre des Mathurins, avec une musique de scène de Francis Poulenc[15].

## Filmographie

### En tant que scénariste et dialoguiste
- 1941 : La Symphonie fantastique, film français réalisé par Christian-Jaque, scénario écrit par plusieurs collaborateurs, dont Charles Exbrayat, sans qu'aucun ne soit crédité au générique
- 1943 : Le Soleil de minuit, film français] réalisé par Bernard Roland, adaptation d'un roman de Pierre Benoit par Charles Exbrayat
- 1943 : Les Roquevillard, film français réalisé par Jean Dréville, adaptation d'un roman d'Henry Bordeaux
- 1943 : Tornavara, film français réalisé par Jean Dréville, adaptation d'un roman de Lucien Mauvault
- 1943 : L'Homme de Londres, film français réalisé par Henri Decoin, adaptation du roman éponyme de Georges Simenon, dialogues de Charles Exbrayat
- 1944 : L'Île d'amour, film français réalisé par Maurice Cam, scénario original de Charles Exbrayat
- 1947 : Danger de mort, film français réalisé par Gilles Grangier, scénario de l'idée originale par Charles Exbrayat
- 1948 : La Femme que j'ai assassinée, film français réalisé par Jacques Daniel-Norman, scénario original par Charles Exbrayat
- 1949 : Cinq tulipes rouges, film français réalisé par Jean Stelli, adaptation d'une pièce de Marcel Rivet
- 1949 : L'Homme aux mains d'argile, dialogues de Léon Mathot
- 1949 : La Femme nue, film français réalisé par André Berthomieu, adaptation d'une pièce d'Henry Bataille
- 1950 : On n'aime qu'une fois, film français réalisé par Jean Stelli, adaptation du roman La Caille de Paul Vialar
- 1950 : Envoi de fleurs, film français réalisé par Jean Stelli, scénario et dialogues de Charles Exbrayat
- 1950 : L'Inconnue de Montréal, film français réalisé par Jean Devaivre, adaptation, scénario et dialogues de Charles Exbrayat
- 1951 : Maria du bout du monde, film français réalisé par Jean Stelli, adaptation et dialogues de Charles Exbrayat d'après le roman La Chasse à l'homme de Jean Martet
- 1953 : Les Amoureux de Marianne, film français réalisé par Jean Stelli, scénario original de Charles Exbrayat
- 1960 : Pierrot la tendresse, film français réalisé par François Villiers, scénario de Charles Exbrayat

### Adaptations

#### Au cinéma
- 1961 : L'assassin est dans l'annuaire, film français réalisé par Léo Joannon, avec Fernandel dans le rôle de Rimoldi. Adaptation du roman Cet imbécile de Ludovic (ou Cet imbécile de Rimoldi suivant les éditions)
- 1962 : En avant la musique (Il cambio della guardia), film italien réalisé par Giorgio Bianchi (avec scènes tournées par Sergio Leone, non mentionné au générique), adaptation du roman Avanti, la mùsica !
- 1963 : Chasse à la mafia (Rififi en la ciudad), film franco-espagnol réalisé par Jesús Franco, adaptation du roman Vous souvenez-vous de Paco ?
- 1964 : Une ravissante idiote, film français réalisé par Édouard Molinaro, adaptation du roman éponyme
- 1965 : Pas de caviar pour tante Olga, film français réalisé par Jean Becker, adaptation du roman Espion, où es-tu ? M'entends-tu ?
- 1969 : La Honte de la famille, film français réalisé par Richard Balducci, adaptation du roman éponyme
- 1970 : Et qu'ça saute, film français réalisé par Guy Lefranc, adaptation du roman éponyme
- 1976 : Les Grands Moyens, film français réalisé par Hubert Cornfield, adaptation du roman Les Menteuses paru en 1970
- 2010 : Imogène McCarthery, film français réalisé par Franck Magnier et Alexandre Charlot, avec Catherine Frot dans le rôle-titre

#### À la télévision
- 1970 : Ne vous fâchez pas Imogène, téléfilm français réalisé par Lazare Iglesis, adaptation du roman éponyme
- 1974 : La Mort d'un enfant, feuilleton français en cinq épisodes réalisé par Jean-Louis Muller, adaptation du roman Les Dames du Creusot[16]
- 1989-1991 : Imogène, série télévisée avec Dominique Lavanant
- 1997 : Rachel et ses amours, téléfilm français réalisé par Jacob Berger, adaptation du roman éponyme

#### En bande dessinée
- 2024 : Jules Matrat, livre 1, dessinateur Serge Fino, éditions Glenat
- 2025 : Jules Matrat, livre 2, dessinateur Serge Fino, éditions Glenat.